# Румен Тошков
Румен Димитров Тошков е български офицер от Държавна сигурност (генерал-майор).

## Биография
Румен Тошков е роден на 24 декември 1939 година в село Локорско, Софийско, в семейството на активист на Българската комунистическа партия, който е убит през май 1944 година. Майка му също подпомага партизанското движение и е депутат в VI велико народно събрание през 1946 година. Чичо му Борис Тошков е партизанин, който при комунистическия режим прави кариера в армията, достигайки до званието генерал-майор.
През 1961 година Тошков завършва история. На 2 април 1962 година е назначен в звено за проследяване във Второ управление (контраразузнаване) на Държавна сигурност, а малко след това е изпратен на едногодишно обучение в Школата „Георги Димитров“. В края на 1964 година е прехвърлен в 01 отдел на Второ управление, където работи по линия на Съединените американски щати. През 1967 година завършва двугодишен курс по английски език в Школата „Георги Димитров“.
През 1970 година Румен Тошков е прехвърлен в 04 отдел (контраразузнаване) на Първо главно управление (разузнаване), където продължава да работи по линия на Съединените щати, най-вече във връзка с българските политически емигранти там, а през 1974 – 1978 година е на работа във Вашингтон под прикритието на консул в българското посолство. На тази длъжност той става водещ офицер на агента на Държавна сигурност Симеон Главиницки, когото определя като безполезен за службата, а малко по-късно рискът от дезертирането му предизвиква сериозна криза в разузнаването. През 1979 година става заместник-началник, а през декември 1981 година – началник на 04 отдел. На 16 март 1985 година става заместник-началник на Първо главно управление, запазвайки и поста на началник на 04 отдел.
При разместванията след смъртта на генерал Васил Коцев през лятото на 1986 година Тошков става първи заместник-началник на Първо главно управление, а малко след това е повишен в полковник. В началото на 1987 година, след самоубийството на генерал Илия Кашев, той е прехвърлен като първи заместник-началник по оперативните въпроси на Управлението за безопасност и охрана, но половин година по-късно е върнат в разузнавателното управление.
При преобразуването на Държавна сигурност в началото на 1990 година Първо главно управление е преименувано на Национална разузнавателна служба, пряко подчинена на председателя на Държавния съвет, и започва масовото унищожаване на неговите архиви. На 21 февруари Румен Тошков заменя Владимир Тодоров като началник на Националната разузнавателна служба. Той остава на този пост до 28 август 1991 година, когато напуска по искане на президента Желю Желев. След това изглежда е прехвърлен на работа в Националната служба за охрана.
Умира на 25 юни 2021 г. в София.